# بابسي سيدهوا
بابسي سيدهوا (11 أغسطس 1938 - 25 ديسمبر 2024)، هي كاتبة روائية باكستانية كتبت باللغة الإنجليزية وكانت تقيم في الولايات المتحدة. تُعد روايتها «تقسيم الهند» إحدى أبرز أعمالها وتم إدراجها في قائمة بي بي سي للروايات المئة الأكثر إلهامًا.
كانت سيدوا واحدة من أبرز الروائيين الباكستانيين الذين كتبوا باللغة الإنجليزية، حيث أسهمت أعمالها في إلقاء الضوء على قضايا اجتماعية وتاريخية مهمة، أبرزها تقسيم الهند البريطانية وما خلفه من مآس كبرى في بلدان شبه القارة.

## حياتها
وُلِدت بابسي سيدوا في 1938 لعائلة زرادشتية بارسية (مجموعة عرقية دينية) في كراتشي، الهند البريطانية. انتقلت عائلتها بعد ولادتها بـ3 أشهر إلى لاهور، حيث قضت طفولتها. عانت سيدوا من شلل الأطفال في عمر السنتين، مما أثر على حياتها وشخصيتها لاحقًا، وظهرت انعكاسات هذه التجربة في أعمالها الأدبية. في عام 1957، حصلت سيدوا على درجة البكالوريوس من كلية كينارد للنساء في لاهور. تزوجت في سن مبكرة وانتقلت إلى بومباي، ثم عادت إلى لاهور حيث بدأت مسيرتها الأدبية، ورزقت بـ3 أطفال.

## وفاتها
توفيت يوم الأربعاء 25 ديسمبر/كانون الأول 2024 في مدينة هيوستن بولاية تكساس الأميركية، عن عمر ناهز 86 عامًا.

## من مؤلفاتها
- "تكسير الهند" (Cracking India): نشرت عام 1988 ، وهي مستوحاة من تجربتها الشخصية خلال تقسيم الهند البريطانية عام 1947. تُعد الرواية إحدى أبرز أعمالها وتم إدراجها في قائمة بي بي سي للروايات المئة الأكثر إلهامًا في عام 2019. اقتبست الرواية لتترجم إلى فيلم سينمائي بعنوان "Earth" عام 1998.
- "آكلو الغراب" (The Crow Eaters): رواية صدرت عام 1978، تسخر فيها بذكاء من العائلات البارسية خلال الحقبة الاستعمارية البريطانية.
- "طفل أميركي" (An American Brat): نشرت عام 1993، تناولت فيها قصة فتاة بارسية هربت من باكستان إلى الولايات المتحدة خلال فترة حكم الجنرال محمد ضياء الحق، لتسلط الضوء على قضايا حقوق المرأة.
- "ماء" (Water): رواية مستوحاة من فيلم ديبا ميهتا الذي يحمل نفس العنوان، صدرت عام 2006، وتتناول القمع الاجتماعي الذي تعاني منه النساء الأرامل في المجتمع الهندي التقليدي.

## جوائز
حصلت على عدد من الجوائز، ومنها:
- وسام ستارة الامتياز، وهو ثالث أعلى وسام مدني في دولة باكستان.
- جائزة "مونديلو" للكتاب الأجانب عام 2007.